# Álvaro Lopes Cançado
Álvaro Lopes Cançado, mais conhecido como Nariz, (Uberaba, 8 de dezembro de 1912 — Campo Florido, 19 de setembro de 1984), foi um futebolista brasileiro que atuava como zagueiro.

## Carreira
Nascido em Uberaba, formou-se em medicina em 1936. Iniciado no Atlético Mineiro em 1930, Nariz jogaria ainda no Fluminense antes de chegar ao Botafogo em 1934. No alvinegro carioca, Nariz foi duas vezes campeão carioca, em 1934 e 1935, e ainda chegou à Seleção Brasileira de Futebol. Pelo Brasil, disputou a Copa do Mundo de 1938, atuando como zagueiro e como médico da delegação brasileira.

## Morte
Cometeu suicídio em 19 de setembro de 1984. Deixou dois filhos que seguiram a carreira do pai na medicina.

## Títulos
Atlético Mineiro
- Campeonato Mineiro: 1931 e 1932

Botafogo
- Campeonato Carioca: 1935